# Канцер, Валериу
Валериу Канцер (рум. Valeriu Canțer, Валерий Георгиевич Канцер; 5 февраля 1955, с. Захорна, Шолданештский район, Молдавская ССР — 2 апреля 2017, Кишинёв, Молдавия) — советский и молдавский физик, действительный член Академии наук Республики Молдова (2000), председатель Национального совета по аккредитации и аттестации Республики Молдова (с 2009 года). Лауреат Национальной премии Республики Молдова в области науки и техники.

## Биография
Родился в семье Георгия и Остии Канцер.
В 1977 г. с отличием окончил физический факультет Кишинёвского государственного университета. В 1980 г. под научным руководством академика Волкова, Бориса Александровича окончил докторантуру Физического института им. П.Н. Лебедева АН СССР в Москве и защитил кандидатскую диссертацию по специальности «теоретическая физика».  В 1990 г. защитил диссертацию на соискание научной степени доктора физико-математических наук по специальности «Физика полупроводников и диэлектриков».
В 1977 г. был принят на работу инженером в Институт прикладной физики Академии наук Молдавской ССР. Затем:
- 1981—1983 гг. — младший научный сотрудник лаборатории физики полуметаллов,
- 1983—1989 гг. — старший научный сотрудник лаборатории физики полуметаллов,
- 1989—1992 гг. — научный сотрудник-секретарь отдела физики и инженерии,
- 1992—1996 гг. — заведующий лабораторией физики низких температур,
- 1996—2006 гг. — заведующий лабораторией LISES, заместитель директора Международной лаборатории сверхпроводимости и электроники твёрдых тел IFA.

В 2000—2004 гг. академик-секретарь Отделения математических, физических и технических наук Академии наук Республики Молдова, член Президиума Академии наук Республики Молдова. В 2005—2009 гг. — академик-секретарь секции физических и технических наук.
С 1996 г. до конца жизни являлся президентом Физического общества Республики Молдова, а с 2005 г. — президентом Ассоциации науки, образования, культуры и искусства Республики Молдова. Также избирался вице-президентом Союза научно-технических обществ Республики Молдова.
В 1999—2003 гг. — председатель Республиканского экспертного совета при Высшем совете по науке и технологическому развитию, с 2006 г. — член Правительственного совета по возобновляемым источникам энергии.
После разделения Института прикладной физики с 2006 г. являлся главным научным сотрудником в лаборатории твёрдых структур Института электронной инженерии и нанотехнологий.
Проходил научные стажировки в Международном исследовательском центре криогенных температур и сильных магнитных полей, Вроцлав, Польша (1986—1987), Международном центре теоретической физики, Триест, Италия (1996), Уорикском университете, Великобритания (2000).
Активно занимался научно-преподавательской деятельностью. В 1981—1982 гг. читал лекции в Тираспольском педагогическом институте, в 1982—1988 гг. — доцент Кишинёвского политехнического института имени Сергея Лазо. С 1988 г. — доцент, с 1997 г. — профессор Молдавского государственного университета.
Автор более 500 научных работ, в том числе 8 монографий и учебников, обладатель 30 патентов на изобретения. Под его научным руководством были подготовлены 10 докторов и кандидатов наук.
В 1985 г. был учёным секретарём объединённой школы физиков «Квантовые частицы в интенсивных полях» под руководством академика Л. В. Келдыша, который проходил в Кишинёве.
Действительный член Академии наук Республики Молдова с 2000 г., член-корреспондент — с 1995 г.
В 2009 г. был назначен председателем Национального совета по аккредитации и аттестации Молдовы.
С 2009 года — председатель Национального совета по аккредитации и аттестации.
Участвовал во многих международных проектах и является экспертом Европейской программы INTAS (1998-2006), член Исполнительного комитета Европейского физического общества (с 2003 г.), член Исполнительного совета Балканского союза физиков (с 2005 г.). С 2009 г. — председатель Программно-консультативного комитета Объединённого института ядерных исследований (ОИЯИ) в Дубне по физике конденсированных сред.
Основатель и главный редактор Молдавского журнала физических наук, входил в состав редколлегий журналов «Анналы: металлургия и материаловедение», «Интеллектус, современная физика и технологии», «Наука», а также в состав Республиканской комиссии по редактированию учебников (с 2008 г.). Член редколлегии «Энциклопедии Молдовы».
Являлся членом Международной академии термоэлектричества и исполнительного комитета Европейского физического общества, а также исполкома Балканского физического союза, почётным членом Международного института физики Великобритании и Румыно-американской академии искусств и наук.

## Научная деятельность
Развивал научное направление «Физика электронных процессов в материалах и наноструктурах с анизотропией характеристик квазичастиц». Также занимался исследованиями в области теории структуры и электронных свойств полупроводников и сверхпроводящих соединений, а также квантовых структур, изучением эффектов электронного упорядочения и сосуществования нескольких фаз, разработкой новых технологий и физических принципов в электронных микроустройствах. В частности:
- на основе концепции иерархии порядков в сети соединения была разработана теория электронной структуры некоторых сложных полупроводников,
- выявлен эффект обращения спектра в полупроводниковых сплавах разной симметрии и эффект двойной инверсии,
- обобщён вариационный метод исследования явлений переноса в анизотропных кристаллах,
- предсказаны и исследованы топологические электронные состояния и новые термоэлектрические и спинтронные эффекты в квантовых полупроводниковых структурах,
- выявлены новые механизмы образования интерфейсных состояний в полупроводниковых и сверхпроводящих наноструктурах, предложена новая модель примесных состояний в гетеропереходах и квантовых ямах,
- выявлен эффект усиления размерной количественной оценки за счёт анизотропии,
- предложен новый метод характеристики явлений переноса.

В последние годы проводил исследования в области наноматериалов и физики наноструктур.
Внёс значительный вклад в развитие технологических и экспериментальных исследований конденсированных материалов и структур, которые открыли новые возможности в электронике микроприборов. Результаты исследований микроструктур и микропроводов нашли применение при создании новых устройств и продуктов (новые высокопроизводительные инфракрасные фотопреобразователи, варианты датчиков давления, температуры, присутствия).
Результаты позднейших научных исследований:
- предсказал и изучил эффект намагничивания границ раздела в полупроводниковых гетероструктурах,
- разработал технологию выращивания нанослоев теллура свинца на кремниевых подложках,
- на основе максимизации энтропии предложен и продемонстрирована эффективность метода анализа спектра подвижности в явлениях переноса,
- предсказал и изучил эффект анизотропного усиления одномерного количественного анализа в нанопроволоках висмутового типа,
- предложил способ управления термоэлектрическим переносом в квантовых нанопроводах с помощью радиального полевого эффекта,
- разработал теорию термоэлектрического транспорта в квантовых нанопроволоках.

## Научные труды
- Канцер В. Термоэлектричество низкоразмерных наноструктурных материалов. Раздел "Наноразмерные устройства — основы и приложения" / Springer. С. 291—307 (2006).
- Гицу Д. В. , Голбан И. М., Канцер В. Г. Явления переноса в висмуте и его сплавах. Монография, , Кишинёв: Тиинца, 1983, 266 c.
- Гицу Д. В., Канцер В. Г., Попович Н. С. Тройные узкозонные полупроводники А3В5С62 и их твёрдые растворы. Кишинёв: Штиинца, 1986, 306 с.
- Канцер В., Николаеску И. И. Физика твёрдого тела. Том 1. Кишинёв, 1991, 225 с.
- Канцер В., Николаеску И. И., Тигиняну И. Физика твёрдого тела. Том 2. Кишинёв, 1991, 264 с.
- Канцер В., Николаеску И. И. Физика твёрдого тела. Том 3, Кишинёв, 1991, 206 с.
- Канцер В., Николаеску И. И. Введение в физику сверхпроводников. Издательство SIN, Румыния, 1999, 321 с.

## Награды и звания
Кавалер ордена «Трудовая слава». Лауреат почётного звания «Om Emerit» Республики Молдова, награждён медалью Дмитрия Кантемира Академии наук Республики Молдова.
Лауреат Национальной премии Республики Молдова в области науки и техники, премии ЛКСМ Молдавской ССР в области науки и техники.
Почётный доктор Тираспольского государственного педагогического института им. Т. Г. Шевченко, а также Международного Независимого Университета Молдовы.
Научные разработки отмечены 10 медалями на национальных и международных салонах, в том числе серебряной медалью Женевского салона изобретений (2001), золотой медалью на Брюссельской выставке изобретений (2003), серебряной медалью на Международном салоне Inventica, Бухарест (2007).